# Live at the Bottom Line (Meat Loaf)
Live at the Bottom Line è un album di Meat Loaf del 1977, appena dopo il lancio di Bat Out of Hell. Include segmenti parlati e cantati, e una cover. Venne registrato al club Bottom Line di New York, e venne pubblicato in poche copie. Attualmente è fuori dal commercio.

## Tracce
1. "Boléro"
2. "Bat Out of Hell"
3. "You Took the Words Right Out of My Mouth"
4. "For Crying Out Loud"
5. "River Deep Mountain High" (Elly Greenwich/Jeff Barry/Phil Spector) - versione originale di Ike & Tina Turner
6. "Paradise by the Dashboard Light"
7. "Two Out of Three Ain't Bad"
8. "All Revved Up With No Place To Go"

## Formazione
- Meat Loaf: voce
- Bob "Killer" Kulick: chitarra
- Bruce "Pretty Boy" Kulick: chitarra
- Steve "Machine Gun" Buslowe: basso
- Jim "Catfish" Steinman: pianoforte, voce dei cori
- Paul "Fingers" Glanz: tastiera
- Joe "Hitman" Stefko: batteria
- Karla "The Queen Bee" DeVito: voce femminile e voce nei cori
- Rory "The Harmony Wiz" Dodd: voce nei cori